# Patrycja Maliszewska
Patrycja Maliszewska (ur. 12 marca 1988 w Białymstoku) – polska łyżwiarka szybka, czołowa polska zawodniczka w short tracku, sześciokrotna medalistka mistrzostw Europy. Mistrzyni Europy z Dordrecht (2015), dwukrotna olimpijka. Zawodniczka klubu Juvenia Białystok, wielokrotna mistrzyni Polski.

## Kariera
15 stycznia 2011 zdobyła srebrny medal mistrzostw Europy na 500 metrów – jest to pierwszy medal Polski w zawodach tej rangi w short tracku.
19 stycznia 2013 roku w szwedzkim Malmö Maliszewska zdobyła swój drugi w karierze krążek Mistrzostw Europy. W finale startowały cztery zawodniczki: Polka, Arianna Fontana (Włochy), Jorien ter Mors (Holandia) i Tatiana Borodulina (Rosja). Po dobrym starcie, Maliszewska przegrała walkę o drugą pozycję z Holenderką.
Dzień później na tej samej imprezie zdobyła brązowy medal w biegu sztafetowym kobiet, reprezentując Polskę wspólnie ze swoją młodszą siostrą Natalią Maliszewską, Aidą Bellą, Paulą Bzurą oraz Martą Wójcik (Wójcik biegła tylko w eliminacjach).
Na Mistrzostwa Europy (2015) w holenderskim Dordrecht zdobyła złoty medal na 3000 m oraz dwa brązowe medale; na 500 m  oraz w wieloboju.

## Zimowe Igrzyska Olimpijskie 2010
Maliszewska wystartowała na zimowych igrzyskach olimpijskich w Vancouver. W biegu na 500 metrów zajęła 29. miejsce, a w biegu na 1500 metrów także uplasowała się na tej pozycji.

## Zimowe Igrzyska Olimpijskie 2014
Maliszewska wystartowała na XXII Igrzyskach Olimpijskich w Soczi jako jedyna reprezentantka Polski w short tracku. Nie zakwalifikowała się do ćwierćfinału na 500 metrów, zakończyła wyścig na czwartym miejscu. Podczas wywiadu z TVP Sport wyznała, że wiąże duże nadzieje z kolejną konkurencją short tracku – biegiem na 1000 metrów. We wtorek, dwunastego dnia Igrzysk wystartowała w tejże konkurencji, jej rywalkami były: Brytyjka Elise Christie, Japonka Ayuko Itu i Włoszka Elena Viviani. Polka uzyskała drugą pozycję i tym samym przeszła do ćwierćfinału. W piątek, piętnastego dnia Igrzysk Maliszewska zajęła czwarte miejsce i tym samym zakończyła swoje występy na Olimpiadzie 2014.